# Andrej Bolkonskij
Il principe Andrej Nikolaevič Bolkonskij è uno dei personaggi principali del romanzo Guerra e pace di Lev Tolstoj.

## Ruolo nella storia
All'inizio della vicenda il principe Andrej Bolkonskij, intelligente e sarcastico marito dell'affascinante Lise, non trova soddisfazione nella vita coniugale, preferendo svolgere il ruolo di aiutante di campo del generale Michail Illarionovič Kutuzov nella guerra che verrà intrapresa entro breve contro Napoleone Bonaparte. Per questo i due coniugi hanno pure una seria discussione, alla quale assiste Pierre Bezuchov, ma nonostante ciò decide comunque di partire, e durante la sua assenza decide di lasciare sua moglie incinta al padre e a sua sorella Mar'ja Bolkonskaja.
Il principe Andrej rimane gravemente ferito durante la sua prima esperienza guerresca nella battaglia di Austerlitz. Inoltre sul campo di battaglia, dove giace ferito per molto tempo prima di essere condotto da un medico, il principe Andrej ha una prima esperienza di carattere quasi mistico che poi porta ad una importante evoluzione nel suo personaggio. Sarà lo stesso Napoleone Bonaparte ad accorgersi che il soldato che giace a terra, ancora stringendo l'asta della bandiera russa, è ancora vivo. Insieme ad altri feriti, Andrej viene curato al posto di medicazione francese, dove avrà un breve scambio di battute con l'Imperatore. Quando ritorna in licenza ormai ripreso, vede sua moglie morire di parto, ma il bambino, Nikolen'ka, sopravvive.
Passati alcuni anni, decide, in seguito a profonde riflessioni, di dedicarsi all'amministrazione delle sue proprietà; è in questo periodo che comincia a frequentare la casa dei Rostov e durante un ballo si innamora, ricambiato, della giovane Nataša. Amore osteggiato dal vecchio padre di lui, la cui avversione fa decidere al principe Andrej di separarsi per un anno da Nataša, affinché il loro amore si consolidi. Durante la sua assenza Hélène e suo fratello Anatole tramano per far sì che quest'ultimo seduca e disonori la giovane e bella Nataša. Quest'ultima si invaghisce del giovane, ma il piano fallisce; Andrej, venutone a conoscenza, ripudia Nataša, che cade in una profonda depressione; tuttavia, per Pierre, è causa di un importante incontro con la giovane Rostova.
Prende la decisione di combattere nuovamente nella guerra contro Napoleone e, durante la battaglia di Borodino viene colpito da una granata, rimanendo gravemente ferito all'addome. Viene ricondotto a Mosca, dove Sonja, la cugina di Nataša, lo riconosce e lo conduce nella sua casa. Sebbene Nataša lo assista costantemente ed inizialmente la guarigione sembri possibile per il principe, egli si lascia morire dopo una profonda epifania sul senso dell'esistenza.

## Analisi del personaggio
Così come un altro personaggio fondamentale del libro, Pierre Bezuchov, il principe Andrej affronta un lungo cammino spirituale, che alla fine lo porterà a una illuminazione finale. Infatti è inizialmente attratto dalla gloria militare, dopodiché passa a uno stadio di scetticismo per poi rinascere con l'amore di Nataša, ma solo con la morte raggiunge quel grado di elevazione dell'anima che lo completerà.

## Ispirazione dell'autore
Tolstoj trasse ispirazione dalla vita del conte Ferdinand von Tiesenhausen, di nobiltà germanico-baltica: marito di Elizabeth Kutuzova, figlia del generale russo Kutuzov, scelse di combattere a fianco dello Zar contro i francesi e per questo cadde ad Austerlitz (dove lo stesso Napoleone avrebbe avuto parole di apprezzamento per la sua morte coraggiosa). 
Il nome della famiglia, invece, richiama quello del nonno materno di Tolstoj; per quanto riguarda la seconda generazione (cui apparteneva Andrej), le possibilità individuate dalla critica gravitano intorno ad un altro aiutante di campo dello Zar, Nikita Grigor'evič Volkonskij, figlio del cugino del primo, ovvero puntano su Sergej Grigor'evič Volkonskij, cugino di secondo grado dello stesso Tolstoj.
Compare nei seguenti film tratti dal romanzo:
- 1956: Guerra e pace (War and Peace) di King Vidor
- 1967: Guerra e pace: Natascia-L'incendio di Mosca (Война и мир) di Sergej Fëdorovič Bondarčuk
- 1972: Guerra e pace (War and Peace) di John Davies
- 2007: Guerra e pace di Robert Dornhelm
- 2016: Guerra e pace di Tom Harper